# Opération Pedestal
Seconde Guerre mondiale
Batailles
1940
- Vado
- Siège de Malte
- Club Run
- Convoi Espero
- Mers el-Kébir
- Punta Stilo
- Cap Spada
- Hurry
- Cap Passero
- MB.8
- Tarente
- Détroit d'Otrante
- White
- Cap Teulada

1941
- Excess
- Convoi AN 14
- Grog
- Abstention
- Baie de La Sude
- Cap Matapan
- Îles Kerkennah
- Crète
- Galite
- Substance
- Halberd
- Convoi Duisburg
- Cap Bon
- Syrte (1941)
- Rade d'Alexandrie

1942
- Syrte (1942)
- Calendar
- Bowery
- Albumen
- Harpoon
- Vigorous
- Pedestal
- Agreement
- Torch
- Stoneage
- Sabordage de la flotte française à Toulon
- Portcullis
- Banc de Skerki
- Olterra (navire auxiliaire)
- Raid sur Alger

1943
- Zouara
- Convoi de Cigno
- Convoi de Campobasso
- Corkscrew
- Husky
- Gela
- Scylla
- Pietracorbara
- Dodécanèse
  - Rhodes
  - Leros
  - Kos
- Convoi KMF-25A

1944
- Ist
- Raid sur Santorin
- Raid sur Symi
- Port-Cros
- La Ciotat
- Île de Pag

1945
Mer Ligure
- Convois alliés
  - convois de Malte
- Campagne des U-boote
- Campagne adriatique

L’opération Pedestal (en italien : Battaglia di Mezzo Agosto ou bataille de la mi-août, connu aussi à Malte comme Il-Konvoj ta' Santa Marija) était une opération britannique destinée à ravitailler l'île de Malte, en août 1942, durant la Seconde Guerre mondiale grâce à un imposant convoi partant des îles Britanniques via le détroit de Gibraltar. La partie principale de l'opération se déroula du 9 au 15 août 1942 en Méditerranée. Les combats les plus rudes opposant le convoi aux forces aériennes, marines et sous-marines de l'Italie et de l'Allemagne nazie eurent lieu du 11 au 13 août.
Malte était la principale base alliée du secteur, d'où étaient lancées les attaques aériennes et maritimes contre les convois de l'Axe qui ravitaillaient l'Afrika Korps. À partir de juin 1940, l'île subit un blocus et un siège qui paralysa les voies aériennes et maritimes. Afin de soutenir les forces présentes à Malte, la Grande-Bretagne devait faire parvenir à tout prix un convoi de ravitaillement. En dépit des lourdes pertes, la base alliée reçut suffisamment de ressources pour survivre, même si elle cessa de servir de base d'offensive pour une grande partie de l'année 1942. La ressource la plus stratégique livrée fut le carburant du pétrolier américain (mené par un équipage anglais) SS Ohio.
Cette opération est aussi connue comme la Battaglia di mezzo Agosto (ou Bataille de la mi-août) côté italien et the Konvoj ta' Santa Marija (le convoi de l'Assomption) à Malte. L'arrivée du convoi le 15 août 1942 coïncida avec la fête de l'Assomption (ou Santa Marija), c'est pour cela que le nom de Convoi de Santa Marija est souvent utilisé.
L'exploit de ce convoi d'une cinquantaine de navires contre les bombardiers-torpilleurs, U-Boote, champs de mines marines et Schnellboote ennemis est une importante victoire stratégique britannique. Cependant, elle coûte la vie à plus de 400 marins, avec seulement 5 navires marchands arrivant à bon port sur les 14 partants.

## Préparations et forces utilisables
Les précédents convois comme l'opération Harpoon en partance de Gibraltar ou Vigorous d'Égypte subirent beaucoup de pertes tant du point de vue humain, qu'au niveau des marchandises et des navires.
Les approvisionnements devaient être apportés par un convoi de quatorze bateaux marchands. Parmi eux se trouvait le SS Ohio, le seul grand pétrolier disponible (qui était aussi à cette époque, le plus grand de tous). S'il avait été perdu, le ravitaillement en carburant de l'île n'aurait pu être apporté que sous forme de barils. Afin d'assurer la sécurité du convoi l'escorte se composait d'une énorme flotte de vaisseaux de guerre de la Royal Navy, comprenant deux cuirassés, trois porte-avions, sept croiseurs et trente-deux destroyers. Une fois qu'ils auraient atteint la Sicile, la Force Z (les cuirassés, les porte-avions, et trois croiseurs) retourneraient vers Gibraltar, pendant que le convoi continuerait vers Malte avec les quatre croiseurs restants et l'escorte de destroyers. L'opération commença le 9 août 1942, lorsque le convoi dépassa les Colonnes d'Hercule.
La Regia Marina, de son côté, avait un problème de réserves de carburant, qui forçait ses plus grands navires à rester dans leurs ports, réduisant ainsi leur champ d'opérations. Quand le convoi britannique fut détecté, l'attaque fut aussitôt décidée et menée par des avions allemands et italiens basés en Sardaigne, puis dix sous-marins furent envoyés patrouiller au large de la Sicile ; enfin, une division italienne de croiseurs devait mener l'attaque finale. Pour permettre cette action, les Italiens transférèrent tout le carburant contenu dans les cuirassés pour ravitailler ces croiseurs.

### Déroulement des opérations

#### 11 août
13 h 15 : entre Majorque et Alger, le sous marin allemand U-73 se faufile à travers l'escorte de destroyers et coule le porte-avions HMS Eagle et lui lançant quatre torpilles. Le naufrage dure huit minutes, causant la mort de 160 hommes.
Entre 12 h 30 et 15 h 15 : Le HMS Furious lance ses escadrilles de Spitfires, qui s'envolent en direction de Malte pour sa défense. Ayant réalisé sa mission il rebrousse alors chemin et rentre vers Gibraltar. 37 des Spitfires sur 38 atteignent Malte.
20 h 56 : la Luftwaffe attaque juste après le coucher du soleil, alors que le convoi était à environ 200 milles marins de la Sardaigne, avec 27 bombardiers Ju 88 et trois bombardiers-torpilleurs He 111. Les tirs antiaériens du convoi ont abattu deux Ju 88.
En retour pendant la nuit, des B-24 Liberator et Beaufighter lancent une attaque sur les aérodromes sardes afin de réduire cette menace permanente.

#### 12 août
0 h 54 : le destroyer HMS Wolverine détecte et coule en le percutant le sous-marin italien Dagabur. Durant cette escarmouche, le Wolverine est endommagé mais peut mettre cap vers Gibraltar afin d'effectuer des réparations.
La division de croiseurs italienne, formée des trois croiseurs lourds Gorizia, Bolzano, et Trieste, plus trois croiseurs légers (l'Eugenio di Savoia, le Raimondo Montecuccoli, et le Muzio Attendolo) et dix-sept destroyers prennent la mer de Cagliari, Messine et Naples en direction du convoi britannique.
9 h 15 : alors que le convoi est à environ 130 milles marins (240 km; 150 mi) au sud-sud-ouest de la Sardaigne, les porte-avions britanniques font décoller leurs Fairey Fulmar et leurs Sea-Hurricanes comme couverture aérienne. Une première attaque de dix-neuf Junker Ju-88 rencontre la DCA et les avions britanniques. Six bombardiers allemands sont abattus (dont deux par des navires) pour la perte d'un seul chasseur britannique.
9 h 30 : un hydravion Short Sunderland attaque le sous-marin Brin et le chasse de sa position ; un autre Sunderland attaque le Giada qui attendait le convoi au large d'Alger et l'endommage.
13 h 34 : le Giada est encore attaqué un peu plus tard par un autre hydravion qui l'endommage davantage (un mort, huit blessés) mais il détruit cet avion avec ses propres défenses.
12 h 0 : une autre attaque aérienne menée conjointement par des bombardiers italiens et allemands ainsi qu'avec des chasseurs italiens arrive. Les attaques avaient été retardées et le convoi obtint ainsi un bref sursis. L'attaque aérienne italienne menée par 10 Savoia-Marchetti S.M.84, 9 Savoia-Marchetti SM.79 couverts par 14 Macchi MC.202, et 12 Reggiane Re.2001 endommage le pont d'envol du HMS Victorious. Les 37 Ju 88 des KG 54 et KG 77 attaquent à partir de la Sicile avec 21 Bf 109 d'escorte. Le cargo Deucalion est endommagé par cette attaque.
Entre 14 h et 19 h, toutes les dix minutes, les destroyers lancent des grenades sous-marines de part et d'autre du convoi afin de décourager les attaques sous-marines.
16 h 49 : le sous-marin italien Cobalto, qui avait déjà été endommagé par des grenades sous-marines, fait surface et est rapidement coulé par le HMS Ithuriel ; les survivants de l'équipage c’est-à-dire trois officiers et trente-huit marins, sont capturés.
La Force Z moins le HMS Wilton se prépare à rentrer vers Gibraltar, lorsqu’arrive une autre attaque aérienne qui coule un navire ravitailleur. Le HMS Indomitable est touché plusieurs fois, quelque 50 marins sont tués, le pont d'envol est endommagé ainsi que le hangar, et les bombes causent des voies d'eau. En conséquence, ses avions doivent atterrir sur le Victorious. Les avions présents sur le pont sont alors jetés à la mer pour faire de la place. Puis, incapable de prendre une part active dans le reste de l'opération, l'Indomitable fait demi-tour et rentre à Gibraltar escorté des Charybdis, Lookout, Lightning et Somali et réussit à retrouver après quelques heures de travaux une vitesse de 28 nœuds. Durant cette attaque, le HMS Foresight est coulé. 

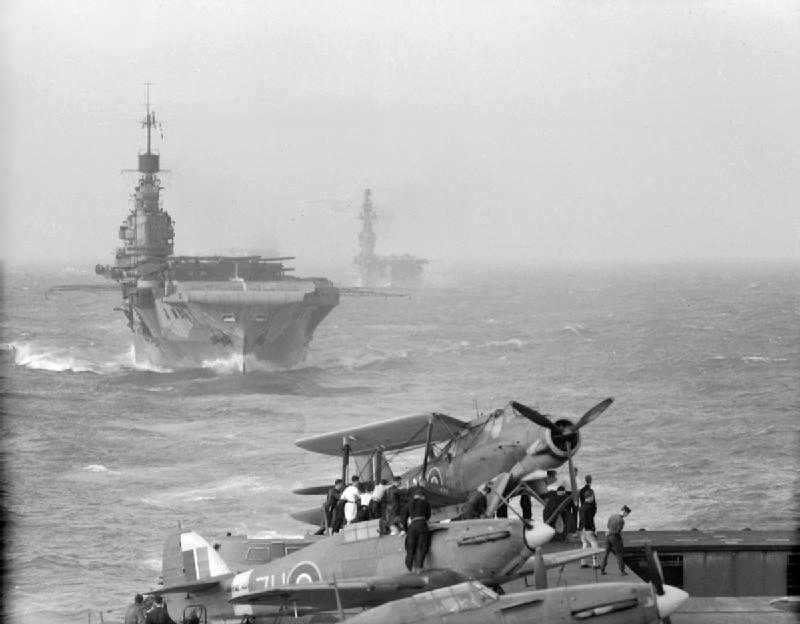
Opération Pedestal, le 12 août

Le Victorious est de nouveau capable de lancer des patrouilles aériennes vers 18 h 20.
20 h : le sous-marin italien Axum lance quatre torpilles qui coulent le croiseur HMS Cairo et endommagent le pétrolier SS Ohio ainsi que le croiseur HMS Nigeria. Puis une attaque germano-italienne coule deux autres navires marchands.
21 h : le sous-marin italien Alagi coule un navire marchand et endommage le croiseur HMS Kenya. Le sous-marin italien le Bronzo, coule un autre navire marchand, le Deucalion. Le Nigeria et les autres navires endommagés font demi-tour avec le Wilton et le Bicester en tant qu'escorte.

#### 13 août
Passant la Tunisie, le convoi est soumis à l'attaque par des bateaux-torpilleurs. Le croiseur HMS Manchester est touché à 1 h 0. Son équipage réussit à réparer les avaries, mais une partie de l'équipage est transférée sur le Pathfinder et il est sabordé peu après. À cette perte s'ajoutent six autres bateaux marchands coulés pendant cette attaque.

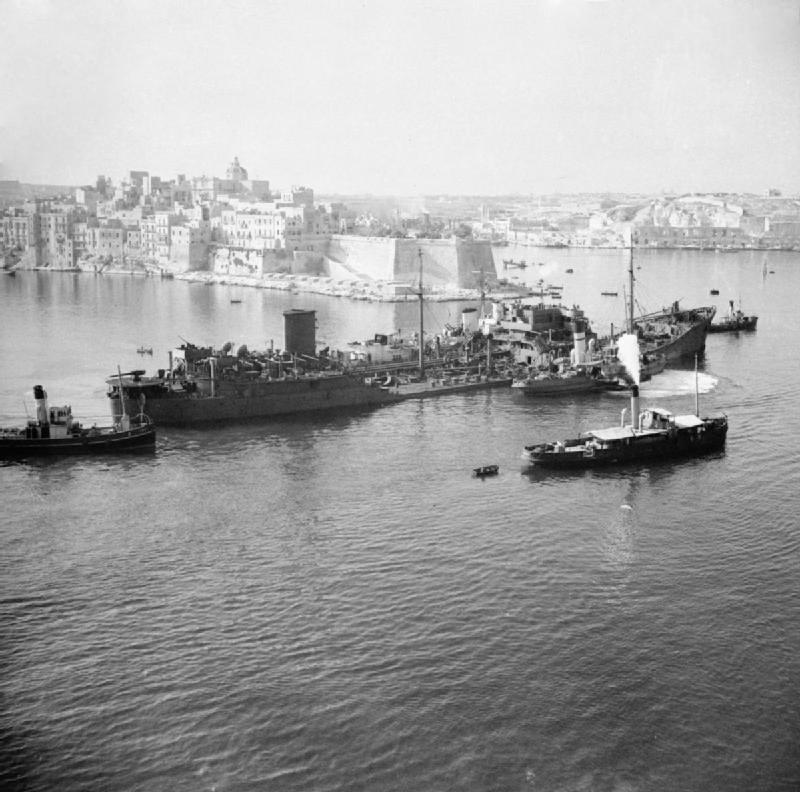
Le entrant dans le port de Malte durant l'opération Pedestal.

Le Feldmarschal Kesselring, commandant de la force aérienne allemande basée en Sicile, avait refusé une couverture aérienne à la division de croiseurs italienne, car il avait peu confiance en la capacité offensive de la Regia Marina, et préférait utiliser ses avions pour des attaques directes sur le convoi britannique. Sans protection aérienne, et au vu de la proximité de la base aérienne de Malte, la Supermarina (le commandement de la Regia Marina) décide de retirer ses croiseurs et les dirige vers Messine. Ils passent à travers la zone couverte par les sous-marins HMS Safari et Unbroken (en). Le Bolzano est touché dans son réservoir et s'échoue, et l'Attendolo est lui aussi endommagé. Ni l'un ni l'autre ne furent réparés avant la fin de la guerre.
À 6 h 46 : un Junkers Ju 88  touche le Ohio, qui est sévèrement endommagé et dont la vitesse est réduite à 4 nœuds.
Mais dès ce jour, le convoi se retrouve assez près de Malte pour pouvoir être sous la couverture de ses chasseurs Spitfires et Beaufighters.

### Conséquences
Les attaques de l'Axe coulèrent neuf cargos, deux croiseurs, un porte-avions et un destroyer.
Les Britanniques revendiquèrent la destruction d'un sous-marin italien et de trente-neuf avions. L'Ohio commandé par le capitaine Dudley Mason, le plus grand pétrolier d'alors, capable de naviguer à plus de 16 nœuds, subit sept coups directs, vingt assez proches, et perdit ses moteurs . En outre sa coque était pratiquement coupée en deux à une vingtaine de mètres de l'étrave, les deux tronçons ne restant liés que par la tôlerie du pont (cf. photo ci-dessus où on distingue l'étrave pointant vers le haut). Il fut alors pris en charge et remorqué «à couple» par trois destroyers (le HMS Penn, le HMS Ledbury et le HMS Bramham) et réussit à rejoindre le 15 août le port de Malte. Irréparable il resta à Malte comme citerne flottante et les deux tronçons furent sabordés séparément en 1947. La cargaison de l’Ohio fut cependant vitale pour la défense de Malte et les opérations aériennes.
Tactiquement parlant, la bataille du convoi Pedestal est un brillant succès pour l'Axe et les Italiens nomment cet affrontement la Vittoria del mezz'agosto (la victoire de la mi-août) ; stratégiquement en revanche, c'est un grave revers.
En effet, nonobstant des pertes extrêmement sévères, l'arrivée de cinq navires marchands à Malte assure trois mois de ravitaillement à l'île, ce qui non seulement écarte la perspective d'une capitulation mais permet aussi d'envisager des opérations offensives.
Des forces sous-marines et aériennes britanniques rejoignent l'île et harcèlent les convois germano-italiens, perturbant de manière significative, voire interrompant, les approvisionnements des troupes germano-italiennes de Rommel en Afrique du Nord, juste avant la seconde bataille d'El Alamein.

## Les forces en présence

### Alliés

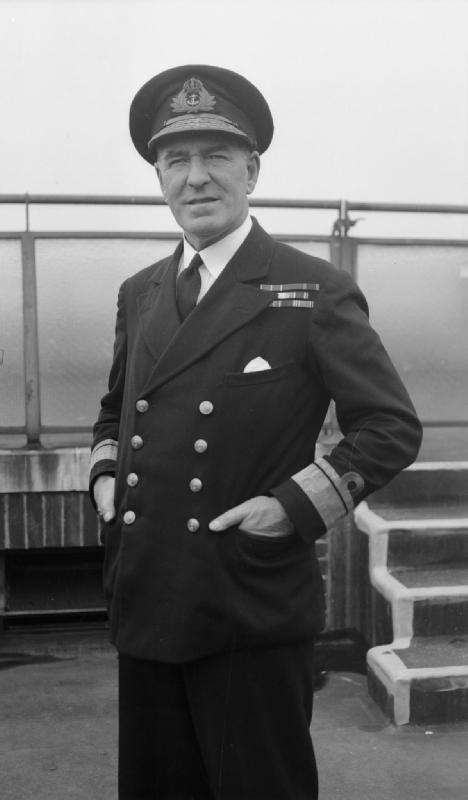
L'amiral britannique Harold Burrough (1889-1977), commandant de la force de protection du convoi.

Les principaux navires britanniques ayant pris part à cette opération sont :
- Cuirassés :
  - HMS Nelson
  - HMS Rodney
- Porte-avions :
  - HMS Eagle (coulé le 11 août)
  - HMS Victorious
  - HMS Indomitable (endommagé)
  - HMS Furious
- Croiseurs:
  - HMS Phoebe
  - HMS Sirius
  - HMS Charybdis
  - HMS Nigeria (endommagé)
  - HMS Kenya (coulé le 12 août)
  - HMS Manchester (gravement endommagé puis sabordé)
  - HMS Cairo (coulé)
- Destroyers :
  - HMS Ashanti
  - HMS Badsworth
  - HMS Bramham
  - HMS Bicester
  - HMS Derwent
  - HMS Foresight (gravement endommagé puis sabordé le 13 août)
  - HMS Fury
  - HMS Intrepid
  - HMS Ithuriel
  - HMS Icarus
  - HMS Ledbury
  - HMS Matchless
  - HMS Pathfinder
  - HMS Penn
  - HMS Tartar
  - HMS Zetland
- Cargos
  - MV Brisbane Star (endommagé, arrive le 14 août)
  - MV Clan Ferguson (coulé le 13 août)
  - MV Deucalion (coulé le 12 août)
  - MV Dorset (coulé le 13 août)
  - MV Empire Hope (coulé)
  - MV Glenorchy (coulé le 13 août)
  - MV Melbourne Star (arrivé le 13 août)
  - MV Port Chalmers (arrivé le 13 août)
  - MV Rochester Castle (endommagé, arrivé le 13 août, coule après déchargement)
  - MV Wairangi (coulé le 13 août)
  - SS Almeria Lykes (gravement endommagé puis sabordé le 13 août)
  - SS Ohio (pétrolier, endommagé, arrivé le 15 août, coule après déchargement)
  - SS Santa Elisa (transport de barils de pétrole, coulé le 13 août)
  - SS Waimarama (transport de barils de pétrole, coulé le 13 août)

### Axe

#### Forces navales
- 3e division de croiseurs
  - Croiseurs lourds : Gorizia, Bolzano (endommagé le 13 août), Trieste
  - Destroyers : Aviere, Geniere, Camicia Nera, Legionario, Ascari, Corsaro, Grecale
- 7e division de croiseurs 
  - Croiseurs légers : Eugenio di Savoia, Raimondo Montecuccoli, Muzio Attendolo (endommagé le 13 août)
  - Destroyers : Maestrale, Gioberti, Oriani, Fuciliere
  - Destroyer mouilleur de mine : Malocello
- 8e division de croiseurs 
  - Croiseurs légers : Duca degli Abruzzi, Giuseppe Garibaldi, Emanuele Filiberto Duca d'Aosta
  - Destroyers : 5
- Sous-marins
  - Sous-marins italiens : Bronzo, Ascianghi, Alagi, Dessiè, Avorio, Dandolo, Emo, Cobalto (coulé le 12 août), Otaria, Axum, Asteria, Brin, Wolframio, Granito, Dagabur (coulé le 12 août), Giada, Uarsciek, Vellela
  - Unterseeboote : U-73, U-205, U-333
- S-Boot
  - S 30, S 59, S 58, S 36
- 12 vedettes lance-torpilles italiennes
- 3e flottille de vedettes lance-torpilles allemandes (3 vedettes)
- 2e escadre MS
  - MS 16, MS 22, MS 23, MS 25, MS 26, MS 31
- 2e escadre MAS
  - MAS 549, MAS 543, MAS 548, MAS 563
- 18e escadre MAS
  - MAS 556, MAS 553, MAS 533, MAS 562, MAS 560
- 20e escadre MAS
  - MAS 557, MAS 554, MAS 564, MAS 552

#### Forces aériennes
- Regia Aeronautica
  - 287e, 146e, 170e, 144e, 197e squadriglie (90 bombardiers-torpilleurs, 62 bombardiers, 25 bombardiers en piqué, 151 avions de chasse)
- Fliegerkorps II
  - 456 avions : 328 bombardiers en piqué, 32 bombardiers, 96 avions de chasse